# Schandaal bij de Britse posterijen

Het schandaal bij de Britse posterijen (Engels: British Post Office scandal), ook wel het Horizon IT-schandaal genoemd, houdt in dat het Britse Post Office duizenden onschuldige postkantoorhouders ('subpostmasters') vervolgde voor financiële tekorten die in feite veroorzaakt waren door fouten in Horizon, een boekhoudprogramma ontwikkeld door Fujitsu. 
Bovendien kon personeel van Fujitsu via toegang op afstand de software en de totalen veranderen van de rekeningen der postkantoorhouders zonder dat die daarvan afwisten, iets wat sinds 2010 bekend was bij de directie van het Post Office, maar bewust niet meegedeeld werd aan de betrokkenen die te kampen hadden met tekorten en daarvoor vervolgd werden.
Tussen 1999 en 2015 werden ruim 3.500 postkantoorhouders vervolgd, waarvan meer dan 900 zijn veroordeeld voor diefstal, fraude en valse boekhouding, meer dan 230 daarvan kwamen in de gevangenis terecht, op basis van foutieve Horizon-gegevens. Ongeveer 700 van deze vervolgingen werden uitgevoerd door de Post Office. Andere postkantoorhouders werden weliswaar niet veroordeeld, maar wel vervolgd en moesten tekorten veroorzaakt door Horizon met hun eigen geld terugbetalen, of hun contracten werden beëindigd. De rechtszaken, strafrechtelijke veroordelingen, gevangenisstraffen, het verlies van bestaansmiddelen, huizen, schulden en faillissementen leidden tot intense stress en allerlei aandoeningen, relatiebreuken en minstens dertien zelfmoorden, zoals in juli 2025 bleek. 
Een eigenaardigheid is dat het Britse Post Office, als staatsbedrijf, zelf de wet kan handhaven. Als gevolg daarvan kon de Post  tegelijkertijd optreden als slachtoffer, onderzoeker en privé-aanklager, zonder controle van de Crown Prosecution Service, en dit systeem (in strijd met de principes van Nemo judex in causa sua (niemand mag rechter zijn in zijn eigen zaak) en van Audi Alteram Partem (het recht om gehoord te worden en verdediging te laten gelden en het principe dat elke procedure op tegenspraak verloopt)) wordt nu aangeklaagd. Volgens Ken MacDonald, voormalig hoofd van de Crown Prosecution Service, zouden grote organisaties niet de vervolging moeten leiden in een zaak waarbij zij betrokken zijn.
In de contracten van de kantoorhouders met het Post Office stond deze clausule : "De Uitbater is volledig aansprakelijk voor verlies van of schade aan Post Office Cash en Voorraden (hoe dit ook gebeurt en of dit nu het gevolg is van nalatigheid van de Uitbater, zijn Personeel of anderszins, of van een schending van de Overeenkomst door de Uitbater)... Eventuele tekorten in voorraden  en/of daaruit voortvloeiende tekorten in het aan Post Office Ltd te betalen geld moeten onverwijld door de concessiehouder worden aangevuld, zodat Post Office Ltd in geval van tekorten het volledige bedrag krijgt uitbetaald." wat erop neerkomt dat de kantoorhouder steeds voor alle tekorten opdraait, ongeacht de omstandigheden. Vooral omdat Post Office niet toeliet te twijfelen aan de betrouwbaarheid van Horizon.
Het Post Office chanteerde de kantoorhouders ermee dat ze eventueel in de gevangenis konden belanden als ze geen bekentenis aflegden van bijv. boekhoudingsfraude. Veel mensen bekenden, hoewel ze niet schuldig waren aan fraude.
Een aantal gedupeerde postkantoorhouders sloeg de handen ineen en vocht hun veroordelingen aan.
De uitspraak volgde op 19 december 2019 
Rechtbanken begonnen in december 2020 met het vernietigen van de veroordelingen van de postkantoorhouders. In februari 2024 waren 100 van de veroordelingen vernietigd. Degenen die ten onrechte waren veroordeeld kwamen in aanmerking voor compensatie, net als meer dan 2.750 postkantoorhouders die door het schandaal waren getroffen maar niet veroordeeld. De uiteindelijke kosten van compensatie zullen naar verwachting meer dan £ 1 miljard bedragen.
In 2024 noemde toenmalig premier Rishi Sunak het schandaal als een van de grootste gerechtelijke dwalingen in de geschiedenis van het Verenigd Koninkrijk. De uitzending van een tv-dramaserie maakte in 2024 heel wat emoties los.
In november 2024 gaf de directeur van Fujitsu toe dat hij niet weet of Horizon betrouwbaar is.
Het Post Office betaalt Fujitsu in 2025 nog steeds voor Horizon. In 2016 probeerde men met IBM in zee te gaan voor nieuwe software maar dit liep op niets uit. Ook een poging om software te creëren in een AWS-cloudomgeving van Amazon werd stopgezet in 2022.
Op 8 juli 2025 kwam een deel van het eindrapport van dit schandaal openbaar. Onder meer de compensatie en de menselijke impact komen uitgebreid naar voren in dit rapport.

## In de media
Aan de episode werd in januari 2024 een tv-dramaserie gewijd door ITV : Mr Bates vs The Post Office, ook uitgezonden door VPRO , ARTE en RTBF.  In de podcast Scamfluencers werd het schandaal besproken in aflevering 115 The Great British Post Office Scandal.